# هوبن (سفالبارد)
هوبن (بالنرويجية: Hopen)‏ هي جزيرة تقع في الجزء الجنوبي الشرقي من أرخبيل سفالبارد النرويجي. تم اكتشافها عام 1613. أعلى قمة فيها جبل إيفرسن. يتم العثور على عدد كبير من الدببة القطبية في هوبن في فصل الشتاء.

## معرض صور

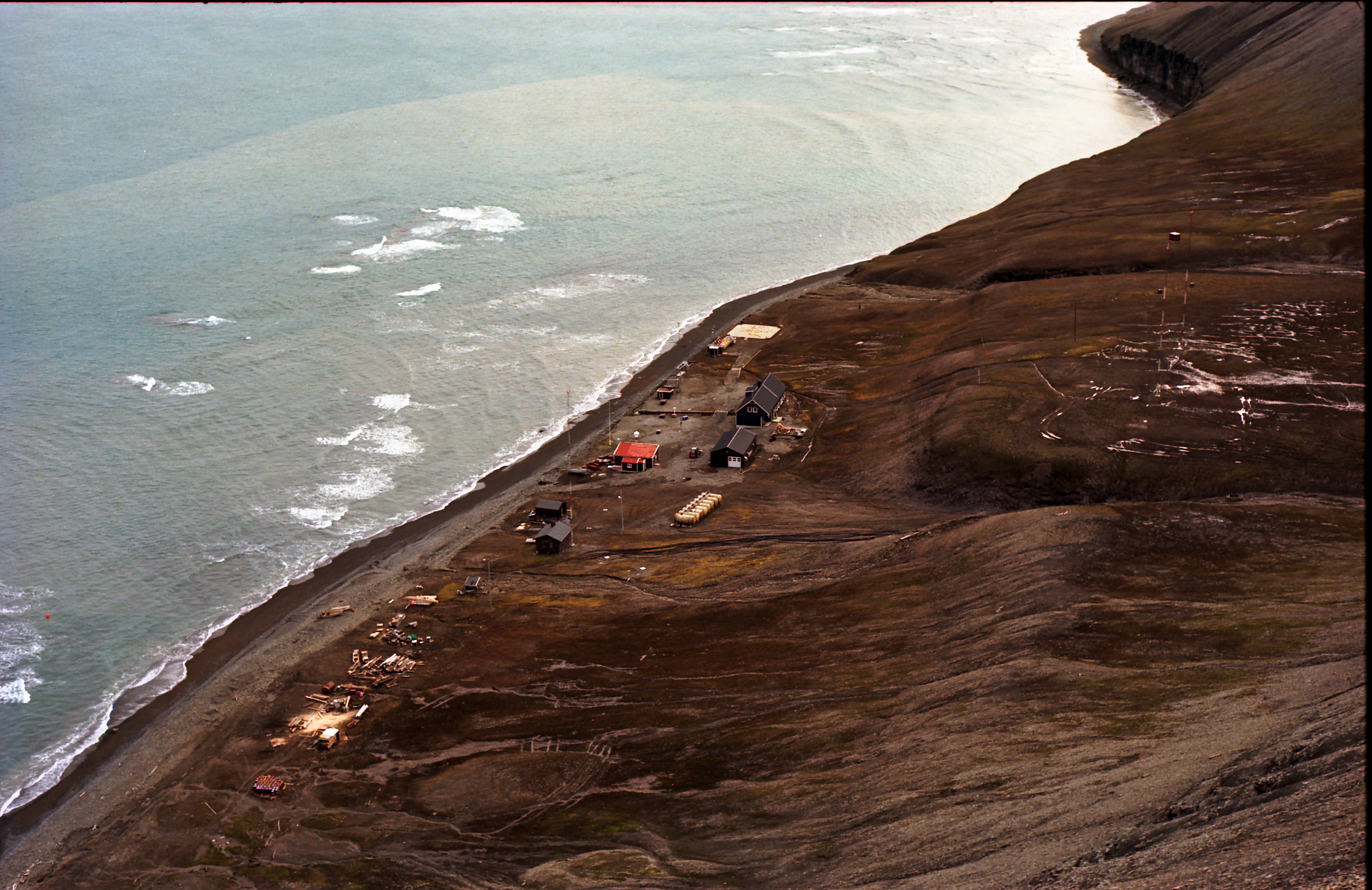
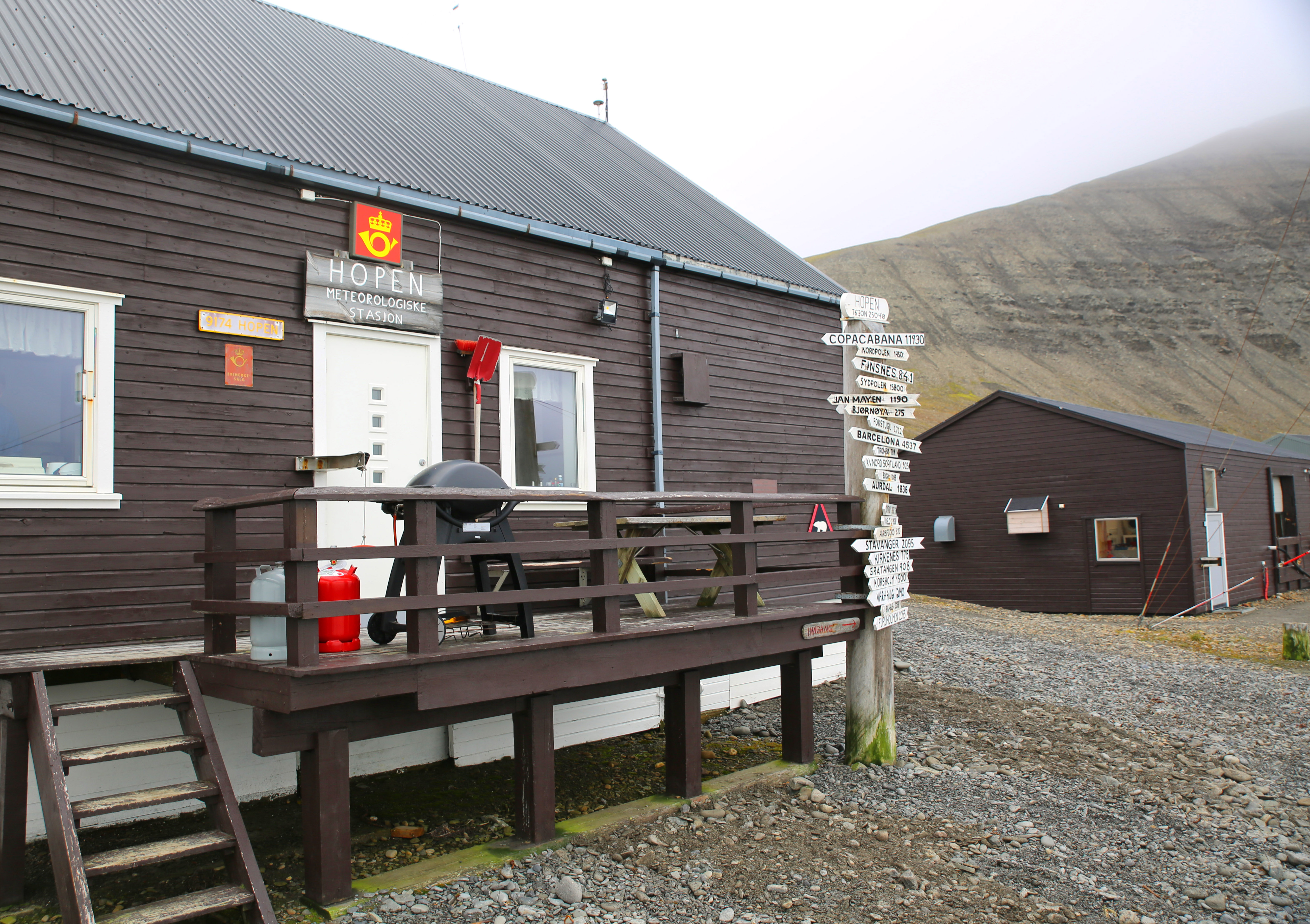
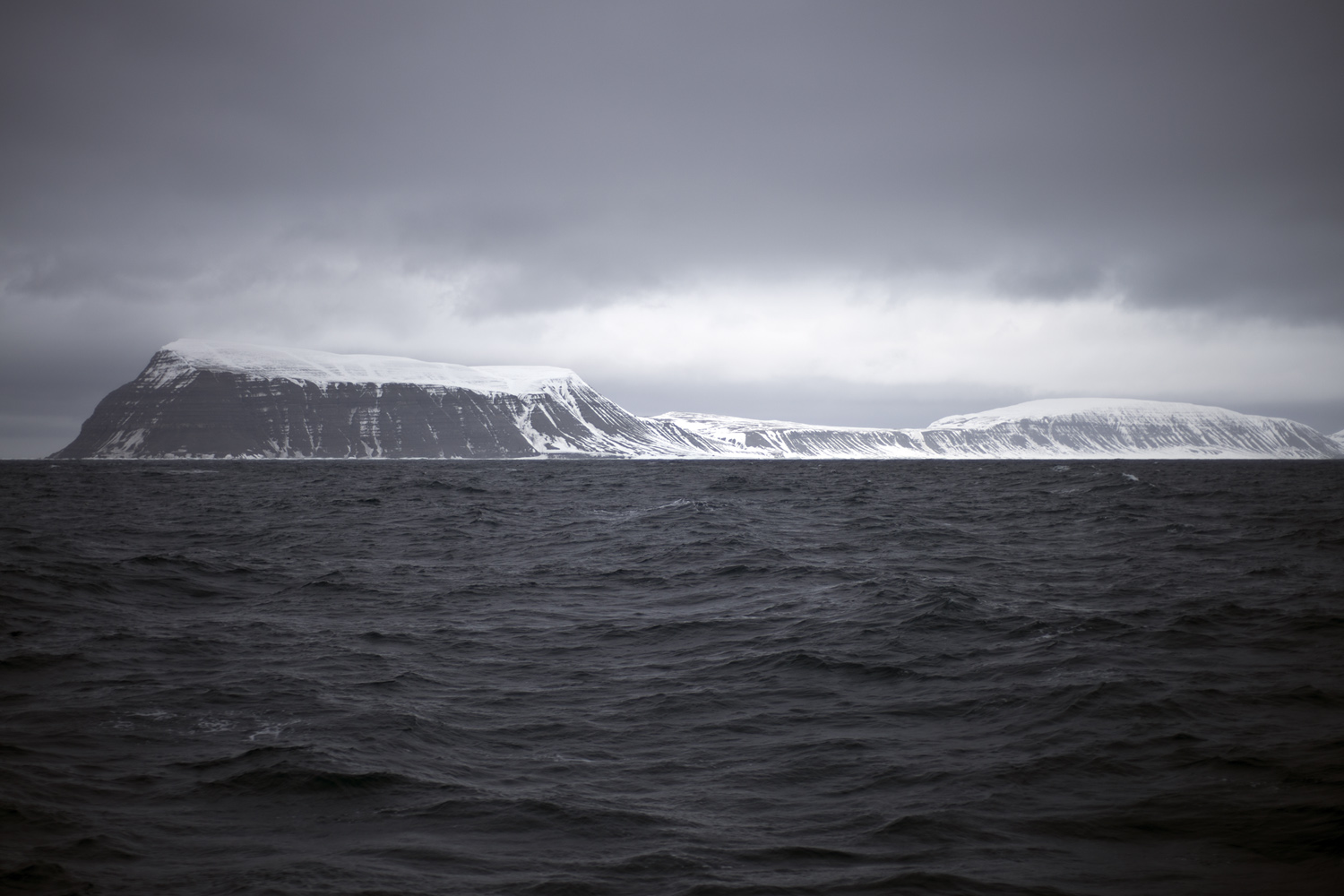